# Henry Dunant
Henri Dunant, nacido como Jean-Henri Dunant (también conocido por la castellanización de su nombre como Juan Enrique Dunant) (Ginebra, 8 de mayo de 1828-Heiden, Suiza; 30 de octubre de 1910) fue un empresario, filántropo y humanista suizo. Recibió el primer Premio Nobel de la Paz junto con Frédéric Passy, en 1901.
Al observar las secuelas de la batalla de Solferino en Italia y la empatía que le causó, se decidió a escribir sus recuerdos y experiencias en el libro Un Recuerdo de Solferino, en el que reclamó la creación de un cuerpo de voluntarios para socorrer a los heridos de guerra sin distinción del bando que fueran. En 1863, fue convocado por la Sociedad Ginebrina de Utilidad Pública para que explicara las propuestas presentadas en su libro y junto a Gustave Moynier, Guillaume-Henri Dufour, Louis Appia y Théodore Maunoir, fundaron el Comité Internacional y Permanente de Socorro a los militares heridos en tiempos de guerra.  Dicho Comité en 1876, oficializa su nombre como Comité Internacional de la Cruz Roja. En 1864 se redactó la Convención de Ginebra con base en algunos de los postulados humanitarios de Dunant.

## Biografía hasta la batalla de Solferino

### Origen familiar y primeros años
Henri Dunant nació el 8 de mayo de 1828 en la ciudad de Ginebra, capital del cantón homónimo que formaba parte de la Confederación Suiza. Era el hijo primogénito de Jean-Jacques Dunant, un empleado de comercio en Marsella y su esposa Antoinette Nancy Colladon, quienes contrajeron nupcias en 1827. Posteriormente nacieron sus hermanos: Anna en 1829, Daniel en 1831, Marie en 1833 y Pierre-Louis en 1834.  Su familia era muy devota del calvinismo y tenía gran influencia en la sociedad ginebrina.
Sus padres enfatizaban el valor del trabajo social, según el ejemplo de su padre que era muy activo ayudando a huérfanos y presos liberados, mientras que su madre trabajaba con los enfermos y los pobres. Muy influyente en la formación del joven Dunant resultó una visita a Toulon donde vio el sufrimiento de los presos.

### Educación e inicios en trabajos religiosos solidarios
Dunant creció en el ciclo del despertar religioso conocido como el Réveil, y a los dieciocho años se unió a la Sociedad Ginebrina de las Almas. Al año siguiente, junto a unos amigos, fundó la llamada «Asociación del Jueves», un grupo de jóvenes que se reunían para estudiar la Biblia y ayudar a los pobres, y pasó mucho de su tiempo libre ocupado en visitas a la prisión y trabajo social.
El 30 de noviembre de 1852 fundó el capítulo ginebrino de lo que sería el núcleo fundacional de lo que luego sería la «Asociación Cristiana de Hombres Jóvenes» (YMCA) y tres años más tarde intervino en la reunión de París dedicada a la fundación de su organización internacional, cuyos estatutos redactó. 
A los 21 años se le obligó a dejar el Collège Calvin por sus malas notas, y empezó como aprendiz en la firma de cambio de moneda, los banqueros Lullin et Sautter de Beauregard. Después de que concluyera favorablemente su periodo de aprendizaje, permaneció como empleado del banco.

### Viaje al norte de África y publicación de libros
En 1853, Dunant visitó Argelia, Túnez y Sicilia, por encargo de una compañía dedicada a las «Colonias de Sétif» (Compagnie genevoise des Colonies de Sétif). A pesar de su escasa experiencia, cumplió con éxito su misión. Inspirado por el viaje, escribió su primer libro con el título Relato de la Regencia en Túnez (Notice sur la Régence de Tunis), publicado en 1858.
En 1856, creó un negocio para actuar en las colonias extranjeras, y después, habiendo recibido una concesión de tierras en la Argelia ocupada por los franceses, una compañía de cultivo y comercio del maíz llamada «Compañía financiera e industrial de los Molinos de Mons-Djémila» (Société financière et industrielle des Moulins des Mons-Djémila). Sin embargo, la tierra y los derechos sobre el agua no se asignaron claramente, y las autoridades coloniales no cooperaron mucho.
Como resultado, Dunant decidió apelar directamente al emperador francés Napoleón III, que estaba con su ejército en Lombardía en aquella época. Francia estaba luchando junto al Piamonte-Cerdeña contra Austria, que ocupaba gran parte de Italia. Los cuarteles de Napoleón estaban ubicados en la pequeña ciudad de Solferino. Dunant había escrito un libro en alabanza a Napoleón III con la intención de presentárselo al emperador, y entonces viajó a Solferino para encontrarse con él en persona.

### Batalla de Solferino en la guerra italiana
Dunant llegó a Solferino en la tarde del 24 de junio de 1859, el mismo día en que tuvo lugar una batalla entre los ejércitos austriaco y franco-piamontés que combatían en la guerra italiana. 38.000 heridos, agonizantes o muertos permanecían en el campo de batalla, y había pocos intentos para ayudarlos. Impresionado, el propio Dunant tomó la iniciativa de organizar a la población civil, especialmente las mujeres y las chicas jóvenes, para proporcionar asistencia a los soldados heridos, mutilados y enfermos.
Como carecían de suficientes materiales, el propio Dunant organizó la compra de lo que se necesitaba y ayudó a levantar hospitales de campaña. Convenció a la población para que atendiese a los heridos sin fijarse en qué bando del conflicto estaban con el lema Tutti fratelli (Todos somos hermanos) acuñado por las mujeres de la cercana ciudad de Castiglione del Stiviere (provincia de Mantua). Tuvo éxito igualmente para conseguir la liberación de médicos austríacos capturados por los franceses. Cabe resaltar que Dunant fue el inventor del actual botiquín de primeros auxilios.

## Fundador de la Cruz Roja

### Promotor de ideas humanitarias neutrales
Al regresar a Ginebra a principios de julio, Dunant decidió escribir un libro sobre sus experiencias, que tituló Un souvenir de Solferino. Se publicó en 1862 en una edición de 1 600 copias y se imprimió a costa del propio Dunant. En el libro describió la batalla, sus costes, y las caóticas circunstancias que la siguieron. También desarrolló la idea de que debería existir en el futuro una organización neutral para proporcionar cuidados a los soldados heridos. Distribuyó el libro a muchos líderes políticos y figuras militares en Europa.

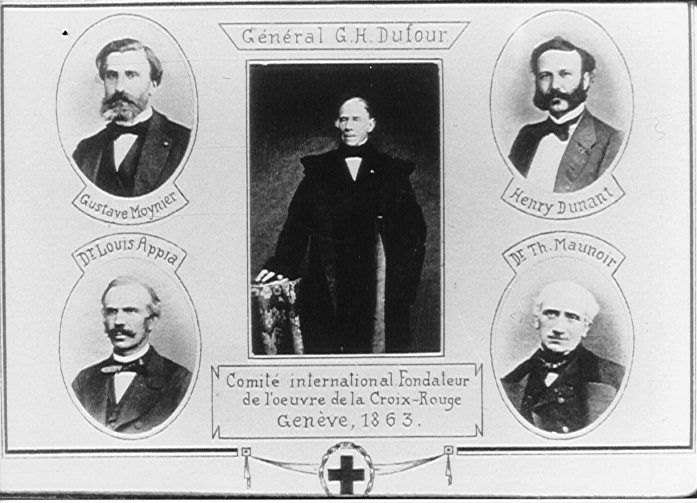
Grabado que muestra a los cinco fundadores del Comité Internacional de la Cruz Roja.

Dunant comenzó a viajar por toda Europa promocionando sus ideas. Su libro fue recibido positivamente, y el presidente de la Sociedad Ginebrina de Utilidad Pública, el jurista Gustave Moynier, hizo del libro y sus sugerencias el tema de la reunión de 9 de febrero de 1863. Las recomendaciones de Dunant se examinaron y se valoraron positivamente por los miembros.
Ellos crearon un comité de cinco personas para investigar más la posibilidad de llevarlo a cabo e hicieron de Dunant uno de sus miembros. Integraron este Comité Gustave Moynier, el general del ejército suizo Guillaume-Henri Dufour, y los médicos Louis Appia y Théodore Maunoir.

### Comité Internacional y Permanente de Socorro a los militares heridos en tiempos de guerra.
La primera reunión aconteció el 17 de febrero de 1863, la cual se considera hoy en día, la fecha de fundación del Comité Internacional de la Cruz Roja. Desde el principio, Moynier y Dunant tuvieron discrepancias y desacuerdos en relación con sus respectivas visiones y planes. Moynier consideraba la idea de Dunant de establecer protecciones neutrales para los cuidadores era imposible de realizar y advertía a Dunant en que no insistiera en este concepto.
Sin embargo, Dunant continuó defendiendo su posición en sus viajes y conversaciones con políticos de alto rango y militares. Esto intensificó el conflicto personal entre Moynier, que abordó el proyecto de manera bastante pragmática, y Dunant, que era el idealista visionario entre los cinco, y llevaron a que Moynier siempre tuviese diferencias con Dunant por el liderazgo del comité.  En 1876, este Comité oficialmente se convierte en el Comité Internacional de la Cruz Roja.

### Conferencia de Ginebra de 1863
Del 26 al 29 de octubre de 1863, unos catorce estados participaron en una reunión en Ginebra organizada por el comité para discutir la mejora del cuidado a los soldados heridos. El propio Dunant, sin embargo, fue solo un líder por protocolo, debido a los esfuerzos de Moynier por disminuir su participación.

### Primera Convención de Ginebra
Un año más tarde en 1864, una conferencia diplomática organizada por el Parlamento suizo llevó a la firma de la primera Convención de Ginebra por doce estados. Dunant, de nuevo, se ocupó solo de organizar el alojamiento de los asistentes.

### Difusión de la Cruz Roja por el mundo
Escribe artículos y pronuncia discursos sobre la lucha por la liberación de los esclavos en los Estados Unidos de América. En colaboración con el italiano Max Gracia tiene la idea de la fundación de una biblioteca mundial, idea que será retomada alrededor de un siglo después por la Unesco. Entre otras de sus ideas visionarias está la creación de un Estado de Israel. No se ocupa más que de sus ideas y no de sus asuntos personales, con lo cual se endeuda y su entorno empieza a evitarlo.
Incluso el Movimiento Internacional de la Cruz Roja y de la Media Luna Roja, que se extiende cada vez más con la fundación de sociedades nacionales en numerosos países, prácticamente lo olvida, aunque las sociedades de Austria, Holanda, Suecia, Prusia y de España lo nombran miembro honorario. La guerra franco-prusiana y la vida política francesa después de la fundación de la Tercera República son otros hechos con gran impacto en la vida de Dunant. Se retira todavía más de la vida pública y desarrolla una timidez pronunciada que marcará su comportamiento hasta el fin de sus días.
Henry Dunant, como miembro de la francmasonería [cita requerida], hizo un llamado a todos los masones [cita requerida] del mundo para difundir la Cruz Roja, por lo cual llegaría su mensaje a países tan lejanos como la República Argentina, y fue el doctor Guillermo Rawson quien fundaría en junio de 1880 a la Cruz Roja Argentina.

### Período de olvido
Entre 1874 y 1886, continúa su vida solitaria en la miseria material, viviendo en Stuttgart, Roma, Corfú, Basilea y Karlsruhe. Se conocen pocos detalles de su vida durante este periodo. La ayuda financiera de varios amigos y también actividades ocasionales, le permiten conseguir ganancias modestas, que le permiten sobrevivir. Entre los que le sostuvieron están el banquero americano Charles Bowles, uno  de los delegados de la conferencia diplomática de 1864, el hombre de negocios alsaciano Jean-Jacques Bourcart, y Max Gracia, que lo ayudó en la correspondencia con sus deudores.
Léonie Kastner-Boursault, viuda del compositor Jean-Georges Kastner ayuda también a  Dunant en varias ocasiones en situaciones difíciles. Por ejemplo le encarga la comercialización del pirófono, un instrumento de música inventado par su hijo Frédéric Kastner. Aunque Dunant no consigue gran éxito, esta actividad, así como un largo viaje a Italia con Kastner-Boursault desde 1875 hasta principios de los  años  1880, le permiten no vivir en la indigencia. En Stuttgart en 1877, conoce  al estudiante Rudolf Müller, con el que traba amistad.

### Retiro en Heiden

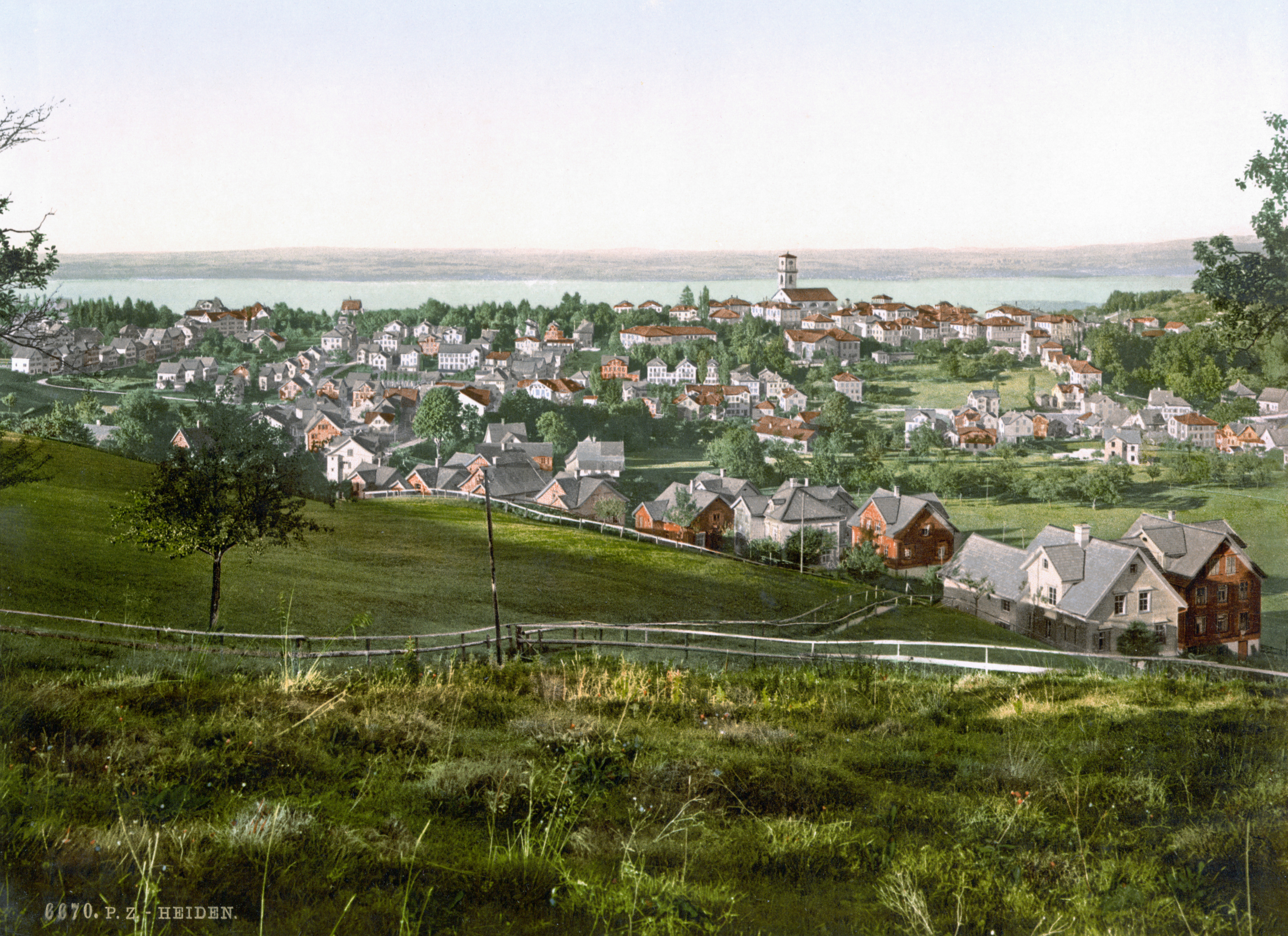
Ciudad de Heiden hacia 1900

En 1881 entró por primera vez en compañía de amigos oriundos de Stuttgart a Biedermeierdorf, situado en la parte alta de la ciudad de Heiden y ubicado en el cantón de Appenzell Rodas Exteriores. En 1887, cuando residió en Londres, recibía una pequeña ayuda económica mensual de sus partidarios. Ya que tuvo un estilo de vida modesto, pero sin caer en la pobreza, se las arreglaba para instalarse definitivamente en julio de ese mismo año, en el Paradies hotel familiar situado en Stähelin Heiden.
Después de que su familia vendiera el hotel unos años más tarde, se trasladó a la vecina localidad de Trogen y residió desde el final de 1890 en el hotel Lindenbühl pero sin sentirse muy a gusto. Al transcurrir más de un año, regresó a Heiden y vivió a partir del 30 de abril de 1892 en el Bezirkskrankenhaus que era el Hospital del Distrito de la ciudad Heiden y que estaba dirigido por el doctor Hermann Altherr. Se retiró por completo en los años siguientes, ocupándose por las noches de los pensamientos místicos y las visiones proféticas. 
Entre las razones de la elección de Heiden como residencia de Dunant sería la perspectiva de aislamiento y la reputación de esta ciudad como un lugar de descanso y tratamiento, especialmente sobre el lago Constanza que le recordaba a su ciudad natal y en el lago Ginebra en donde le surgían las memorias de sus gratos paseos. Poco después de su llegada, se hizo amigo del joven maestro Wilhelm Sonderegger y de su esposa Susanna.
Bajo la influencia de Sonderegger, comenzó a escribir sus memorias. Susanna entonces le sugirió la creación de una sección de la Cruz Roja en Heiden, una idea que inspiró profundamente a Dunant. En 1890, él se hizo presidente honorífico de la sección fundada el 27 de febrero del mismo año. Depositó grandes esperanzas en la amistad de Sonderegger con respecto a la propagación de sus ideas, sobre todo en la forma de una nueva edición de su libro. Sin embargo, esta amistad sufriría posteriormente fuertes acusaciones injustificadas de Dunant sobre Sonderegger quien haría causa común con Gustave Moynier que residía en Ginebra. 
La admiración de Sonderegger por Dunant, se mantuvo intacto pese a las críticas de este último. La muerte prematura de su examigo en 1904, a la edad de 42 años, hizo sufrir demasiado a Dunant a pesar de las profundas tensiones existentes entre ambos. Más tarde, los manuscritos de Dunant pasaron a manos de su hijo Hans Konrad Sonderegger y luego a las de su hermano René Sonderegger quien publicaría en 1935 las cartas heredadas de su padre.

### Vuelta a la notoriedad

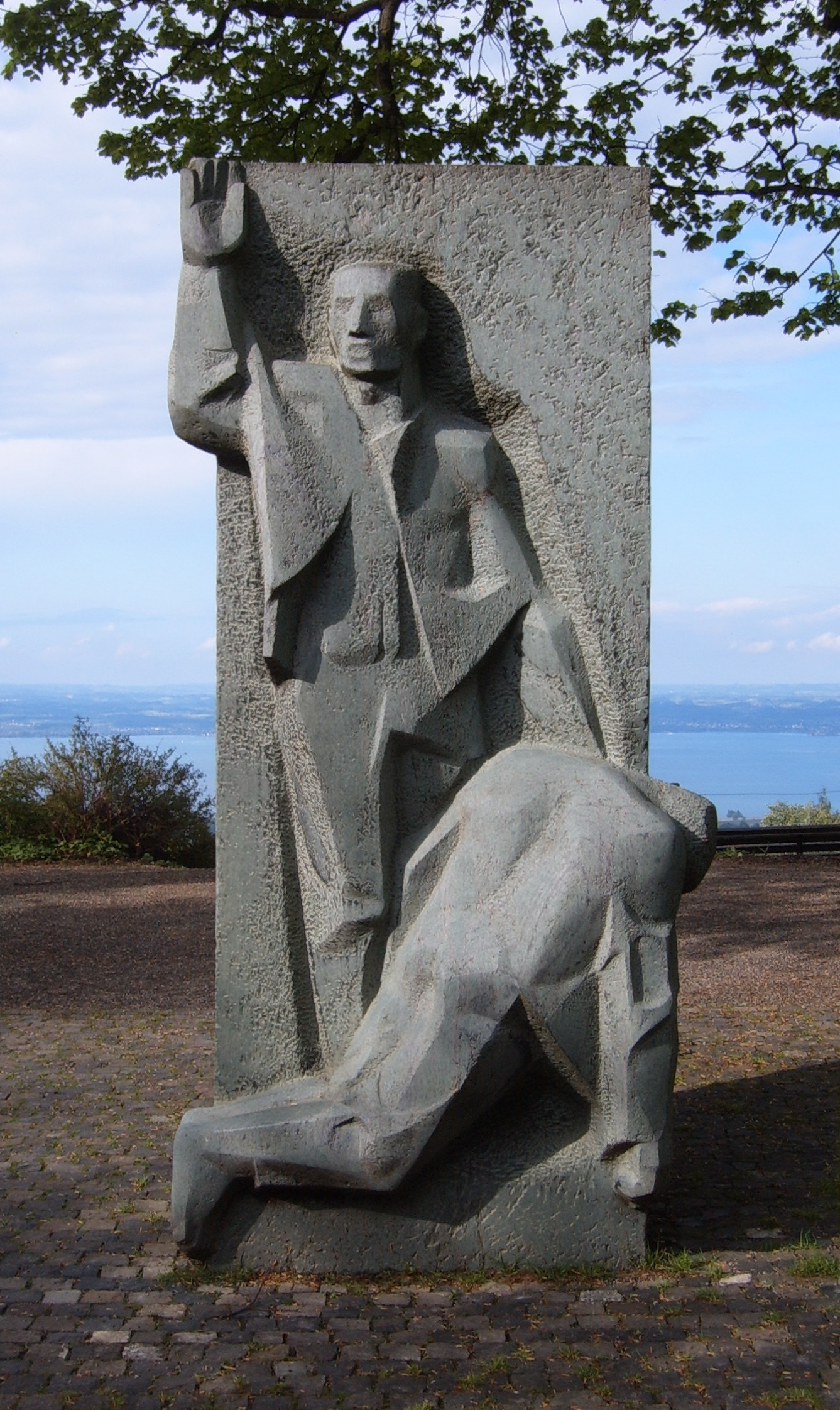
Monumento a Henri Dunant en Heiden, Suiza.

En septiembre de 1895, Georg Baumberger, el editor jefe del periódico de St. Gallen Die Ostschweiz, escribió un artículo sobre el fundador de la Cruz Roja, a quien había conocido y con quien había conversado durante un paseo por Heiden un mes antes.
El artículo, titulado Henri Dunant, el fundador de la Cruz Roja, apareció en la revista ilustrada alemana Über Land und Meer, y pronto fue reproducido en otras publicaciones por toda Europa. El artículo llamó la atención, y recibió atención renovada y apoyo. Recibió el Premio suizo Binet-Fendt y una nota del papa León XIII. El apoyo de la zarina rusa María Fiódorovna Románova y otras donaciones mejoraron notablemente su situación financiera.
En 1897, Rudolf Müller, que entonces trabajaba como maestro en Stuttgart, escribió un libro sobre los orígenes de la Cruz Roja, alterando la historia oficial para enfatizar el papel de Dunant. El libro contenía también el texto de Un souvenir de Solferino. Dunant comenzó un intercambio de correspondencia con Bertha von Suttner y escribió numerosos artículos. También fue particularmente activo al escribir sobre los derechos de las mujeres y, en 1897 facilitó la fundación de la organización femenina «Cruz Verde».

## Premio Nobel de la Paz
En 1901, Dunant recibió el primer Premio Nobel de la Paz por su papel al fundar el Movimiento Internacional de la Cruz Roja e iniciar la Convención de Ginebra. El médico militar noruego Hans Daae, que había recibido una copia del libro de Rudolf Müller, abogó por el caso Dunant ante el comité Nobel.
Recibió el premio conjuntamente con el pacifista francés Frédéric Passy, fundador de la Liga de la Paz y activo con Dunant en la Alianza por el Orden y la Civilización. Las felicitaciones oficiales que recibió del Comité Internacional representaron finalmente la rehabilitación largamente debida a la reputación de Dunant:

«No hay hombre alguno que merezca más este honor, pues fue usted, hace cuarenta años, quien puso en marcha la organización internacional para el socorro de los heridos en el campo de batalla. Sin usted, la Cruz Roja, el supremo logro humanitario del siglo XIX probablemente nunca se hubiera obtenido».

Moynier y el Comité Internacional en conjunto habían sido también nominados para el premio. Aunque Dunant fue apoyado por un amplio espectro en el proceso de selección, era aún un candidato controvertido. Algunos argumentaron que la Cruz Roja y la Convención de Ginebra hicieron la guerra más atractiva e imaginable al eliminar algunos de sus sufrimientos.

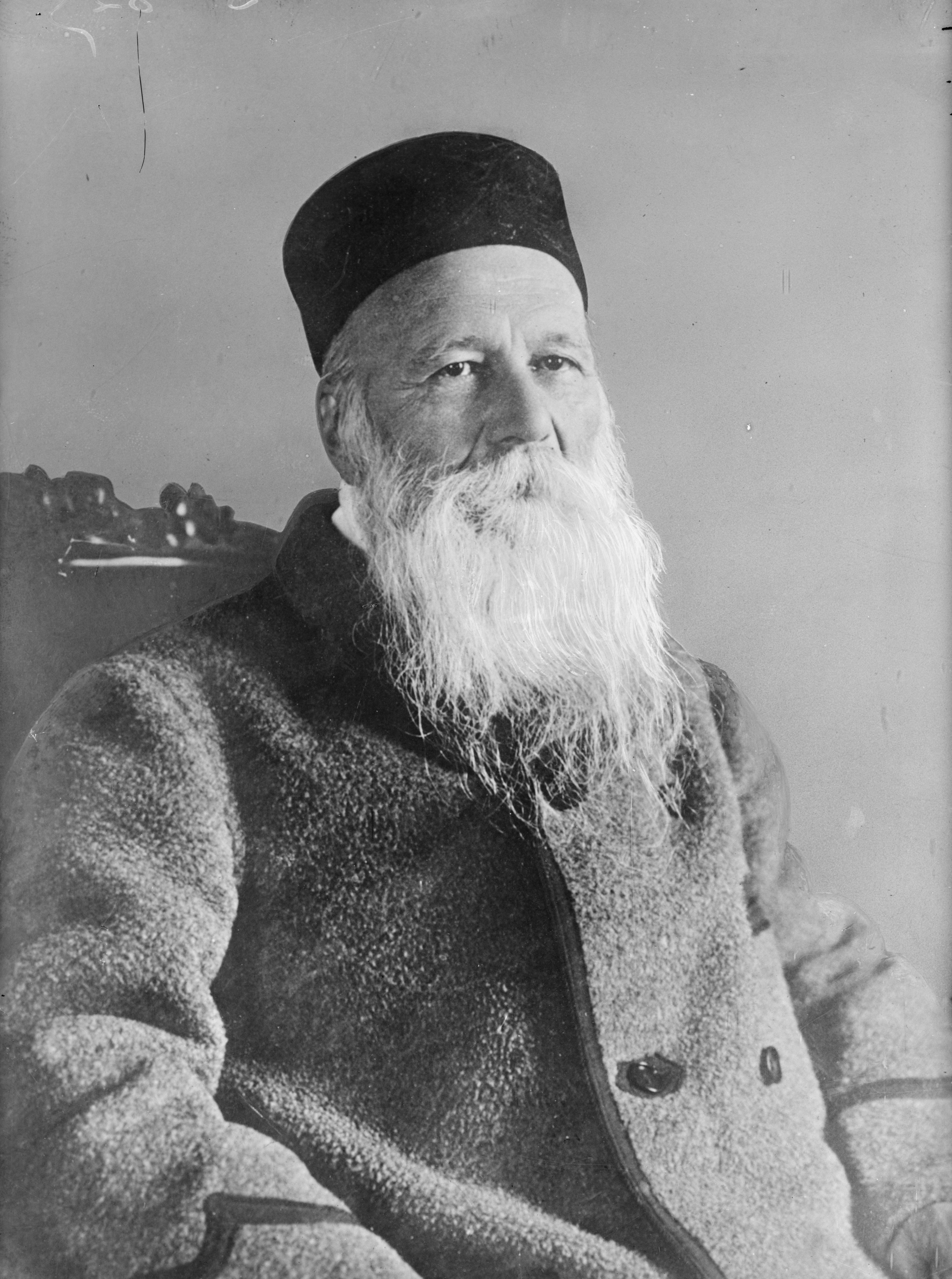
Henri Dunant

Por lo tanto, Rudolf Müller, en una carta al comité, argumentó que el premio debería dividirse entre Dunant y Passy, que estuvo durante algún tiempo en el debate como candidato a recibir el premio en solitario. Müller sugirió que si un premio debía dársele a Dunant, debería dársele inmediatamente debido a su avanzada edad y mala salud.
Al dividir el premio entre un pacifista estricto como Passy y el humanitario Dunant, el Comité Nobel sentó un precedente para las condiciones del premio Nobel de la Paz que tendría significativas consecuencias en años posteriores. Una sección del testamento de Nobel había indicado que el premio debería ir a un individuo que hubiese trabajado para reducir o eliminar los ejércitos o directamente promover conferencias de paz, lo que hizo de Passy una elección natural por su trabajo. Por otro lado, distinguir el esfuerzo humanitario en solitario hubiera sido visto por algunos como una interpretación amplia del testamento de Nobel.
Sin embargo, otra parte del testamento de Nobel marcaba el premio al individuo que mejor realzara la «hermandad de los pueblos», que podía leerse de manera más general como trabajo humanitario como el de Dunant, conectado a la pacificación también. Muchos receptores posteriores del premio Nobel de la Paz pueden entenderse enmarcados en una de estas dos categorías establecidas en líneas generales por la decisión del Comité Nobel en 1901.
Hans Daae consiguió colocar la parte de Dunant del dinero del premio, 104.000 francos suizos, en un banco noruego evitando así que lo alcanzaran sus acreedores. Dunant nunca gastó nada de ese dinero durante su vida.

## Fallecimiento y entierro

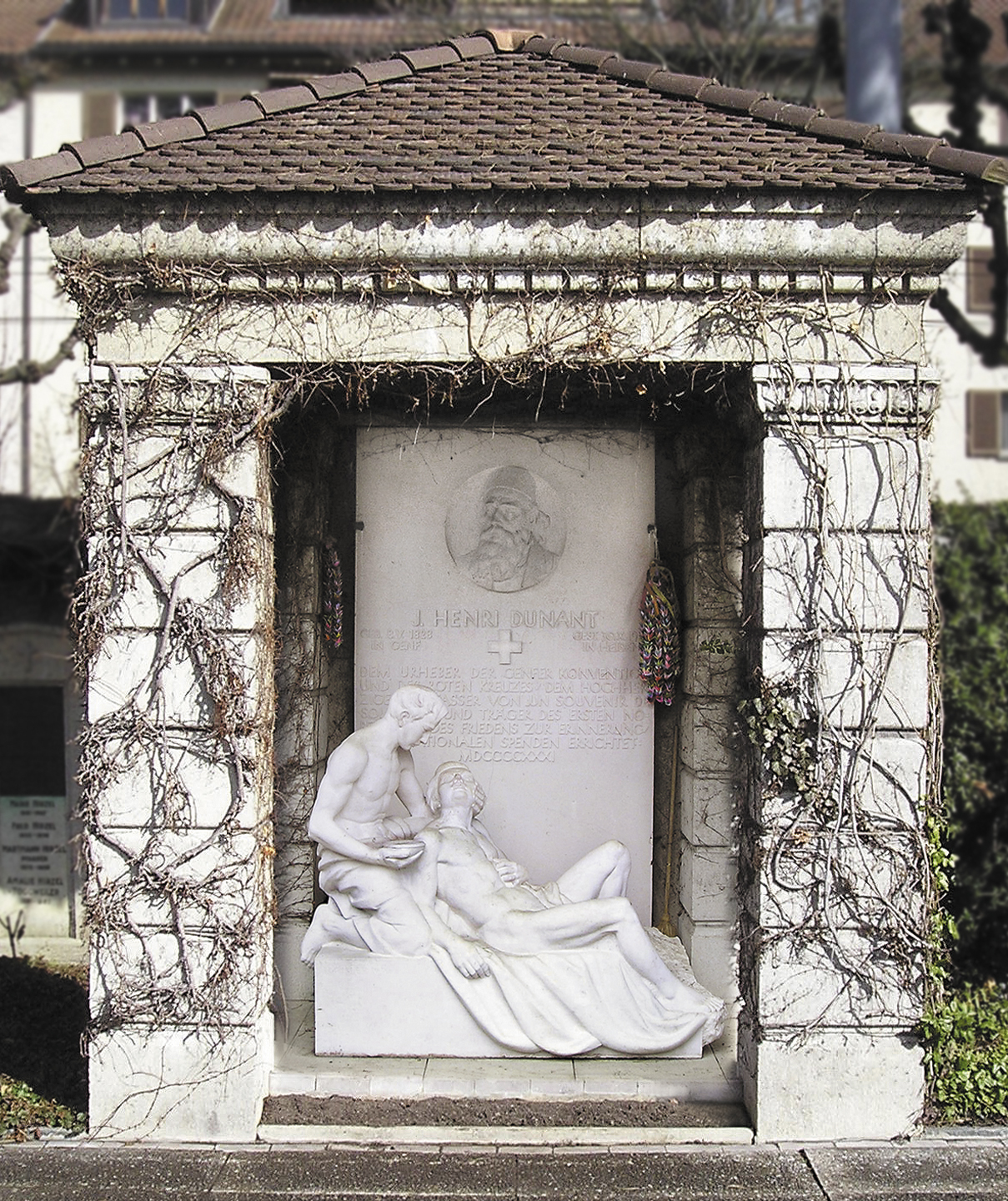
Tumba de Henri Dunant.

Entre otros muchos premios en los años siguientes, en 1903 a Dunant  se le concedió un doctorado honorario por la Facultad de Medicina de la Universidad de Heidelberg. Vivió en la residencia de la tercera edad de Heiden hasta su muerte. En sus últimos años de vida, sufrió depresión y paranoia sobre persecución por sus acreedores y Moynier.
Hubo incluso días en los que Dunant insistía en que el cocinero de la residencia probara primero su comida ante sus ojos para protegerlo de un posible envenenamiento. Aunque siguió profesando creencias cristianas, en sus últimos años rechazó y atacó el calvinismo y la religión organizada en general.
De acuerdo con sus cuidadoras, el acto último de su vida fue enviar una copia del libro de Müller a la reina de Italia con una dedicatoria personal. Murió el 30 de octubre de 1910 a las diez de la noche, a la edad de 82 años, irónicamente sobreviviendo a su némesis Moynier por dos meses justos. A pesar de las felicitaciones con motivo del premio Nobel, no se reconciliaron.
De acuerdo con sus deseos, fue enterrado sin ceremonia en el Cementerio Sihlfeld en Zúrich. En su testamento, donó fondos para asegurar una «cama libre» en la residencia de Heiden siempre disponible para un ciudadano pobre de la región y legó algún dinero a amigos y organizaciones de caridad en Noruega y Suiza. El resto de los fondos fueron a sus acreedores, liquidando parte de su deuda. Su incapacidad para satisfacer todas sus deudas fue algo que le pesó gravemente hasta su muerte.

## Homenajes
- El 8 de mayo, día del aniversario de su nacimiento, se celebra el Día Mundial de la Cruz Roja y la Media Luna Roja.
- El edificio de su residencia en Heiden alberga el «Museo Henri Dunant».
- En Ginebra y otros lugares hay numerosas calles, plazas, y escuelas que reciben su nombre.
- La «Medalla Henri Dunant», concedida bienalmente por una comisión del Movimiento de la Cruz Roja y la Media Luna Roja, es la máxima condecoración ofrecida por la Cruz Roja.
- En 2018, Google anunció la instalación del primer cable submarino de fibra óptica privado entre Virginia Beach, Estados Unidos y Francia, denominado Dunant en honor al filántropo suizo.[4][5]

### En inglés
- Dunant, H., A Memory oisma, 1976. ISBN 84-85270-02-9
- Meurant, J., El servicio voluntario de la Cruz Roja en la sociedad de
- Moorehead, C., Dunant's dream: War, Switzerland and the history of the Red Cross. HarperCollins, Londres 1998, ISBN 0-00-255141-1 (Tapa dura); HarperCollins, Londres 1999, ISBN 0-00-638883-3 (Rústica)

### En alemán
- Hasler, E., Der Zeitreisende. Die Visionen des Henri Dunant. Verlag Nagel & Kimche AG, Zúrich 1994, ISBN 3-312-00199-4 (Tapa dura); Deutscher Taschenbuch Verlag, München 2003, ISBN 3-423-13073-3 (Rústica)
- Gumpert, M., Dunant. Der Roman des Roten Kreuzes. Fischer Taschenbuch, Frankfurt 1987, ISBN 3-596-25261-X
- Heudtlass, W., y W. Gruber, Jean-Henri Dunant. Gründer des Roten Kreuzes, Urheber der Genfer Konvention. 4. Auflage. Kohlhammer, Stuttgart 1985, ISBN 3-17-008670-7